# LaserWriter 8500
La LaserWriter 8500 è una stampante laser prodotta da Apple Computer. Questa stampante è la massima evoluzione delle stampanti LaserWriter in bianco e nero. Infatti è il modello con il processore più veloce, con più memoria e con l'interprete Postscript migliore tra i modelli in bianco e nero. La stampante gestiva anche le pagine in formato A3 e per facilitare il transito dell'elevato numero di informazioni legato alla stampa delle pagine A3 la stampante era fornita anche di una porta SCSI.